# Phrudocentra neis
Phrudocentra neis är en fjärilsart som beskrevs av Druce 1892. Phrudocentra neis ingår i släktet Phrudocentra och familjen mätare. Inga underarter finns listade i Catalogue of Life.